# Cộng Hòa, Cẩm Phả
Cộng Hòa là một xã thuộc thành phố Cẩm Phả, tỉnh Quảng Ninh, Việt Nam.
Xã Cộng Hòa có diện tích 80,54 km², dân số năm 1999 là 2930 người, mật độ dân số đạt 36 người/km².